# Kenko
Kenko Co., Ltd. (株式会社ケンコー, Kabushiki-gaisha Kenkō) è un'azienda giapponese, fondata nel 1957, che produce accessori fotografici,  fotocamere e telescopi, conosciuta soprattutto per la produzione di filtri e moltiplicatori di focale. La sede è situata a Tokyo. Kenko produce anche obiettivi fotografici sotto il nome di Tokina.